# Браун, Олег Михайлович
Олег Михайлович Браун (29.09.1949, Свердловск — 23.02.2019, Киев) — украинский физик, доктор физико-математических наук (1991), член-корреспондент НАНУ.
Сын металловеда Михаила Петровича Брауна.

## Биография
После окончания Киевского университета (1972) работал в институте металлофизики АН УССР.
С 1975 г. в институте физики АН УССР: инженер, младший научный сотрудник (1979—1986), научный сотрудник (1986—1988), старший научный сотрудник (1988—1993), с 1993 г. ведущий научный сотрудник отдела физической электроники.
В 1988—1993 гг. доцент Киевского государственного университета им. Т. Г. Шевченко, читал курсы по моделированию в физике, физической электроники и курс «Элементы теории физики твердого тела».
Доктор физико-математических наук (1991), член-корреспондент НАНУ (2018).
Диссертации:
- Взаимодействие атомов, хемосорбированных на поверхности металла : диссертация … кандидата физико-математических наук : 01.04.04. — Киев, 1982. — 161 с. : ил.
- Динамические процессы в адсорбированных пленках : диссертация … доктора физико-математических наук : 01.04.07 / Ин-т физики. — Киев, 1990. — 266 с. : ил.

Лауреат Государственной премии Украины в области науки и техники 2008 года — за цикл работ «Адсорбированные слои на поверхности переходных металлов: структура, электронные процессы, трение, кинетика формирования, катализ».

### Сочинения
- The Frenkel-Kontorova model : concepts, methods, and applications / O. M. Braun, Y. S. Kivshar. — Berlin [etc.] : Springer, cop. 2004. — XVIII, 472 с. : ил.; 24 см. — (Texts and monographs in physics, ISSN 01725998) (Physics and astronomy online library).; ISBN 3540407715
- Взаимодействие кинков в связанных цепочках адаптомов / Браун О. М., Кившарь Ю. С., Косевич А. М. — Киев : ИФАН УССР, 1987. — 36,[1] с. : граф.; 20 см.
- Модель Френкеля-Конторовой с дальним взаимодействием / Браун О. М., Зеленская И. И., Кившарь Ю. С. — Киев : Ин-т физики, 1989. — 36 с. : ил.; 20 см.
- Численное исследование нелокальной модели Френкеля — Конторовой / Браун О. М., Зеленская И. И., Кившарь Ю. С. — Киев : Ин-т физики УССР, 1989. — 32,[1] с. : граф.; 21 см.
- Взаимодействие между частицами, адсорбированными на поверхности металлов // УФН. 1989. Т. 157, вып. 4 (соавт.);
- Колебательная спектроскопия адсорбатов // Там же. Т. 158, вып. 3 (соавт.);
- Nonlinear dynamics of the Frenkel-Kontorova model // Phys. Rep. 1998. Vol. 306 (соавт.).

Умер на 70-м году жизни 23 февраля 2019 года. Похоронен вместе с семьей на Байковом кладбище Киева (северная часть участка № 33). Жена Браун Галина Юрьевна (в браке с 1998 по 2019г.г.), в настоящее время проживает в Германии.